# Ancylotrypa kankundana
Ancylotrypa kankundana är en spindelart som beskrevs av Roewer 1953. Ancylotrypa kankundana ingår i släktet Ancylotrypa och familjen Cyrtaucheniidae.
Artens utbredningsområde är Kongo. Inga underarter finns listade i Catalogue of Life.